# Colom borino
El Colom Borino és un tipus de colom de vol originari de Mallorca i que prové de l'encreuament de diverses races de coloms locals com són el Colom d'escampadissa i el Colom de pinta. La seva cria sempre ha estat molt reduïda i es concentrava en dos o tres pobles del sud de l'illa. Pertany al grup de coloms de vol, tant en esbart com tot sol. La manera de volar en òrbites circulars el diferencia del vol del colom d'escampadissa, malgrat que conserva encara algunes característiques que provenen de les races que hi varen donar origen. Té l'estàndard reconegut des de 1994 per l'Entesa Europea d'Avicultura i Cunicultura, i el seu cens ha minvat molt els darrers anys, la qual cosa l'ha conduït a una fase crítica de supervivència. Com passa en la majoria de races de coloms, és necessari establir alguns colomers de referència, almenys per al manteniment i la selecció de la seva morfologia, ja que avui en dia els vols d'esbart ja quasi no es practiquen, per les dificultats de manca d'espais adequats que habitualment acompanyen aquest tipus d'esport.

## Orígens
És originari de Mallorca i es creu que ve de l'encreuament entre diverses races, com el colom d'escampadissa i el colom de pinta. D'acord amb les fonts consultades i documentació existent, aquest tipus de colom va ser sempre criat de forma molt localitzada i poc estesa, citant alguns autors a Felanitx, Mallorca, com a lloc d'origen de la raça.
Alguns entesos manifesten que el tipus Borino no va ser molt estès comparat amb els altres tipus de coloms autòctons de les Illes Balears.
El nom de Colom Borino té una estranya significació. Alguns autors ho justifiquen amb la suposició que el vol del Colom Borino s'assembli al color o al volar de l'insecte "borino". Al poble de Felanitx també se'ls anomenava Colom de tomb, per ventura per la manera de volar amb òrbites circulars, a diferència del Colom d'escampadissa, també criat al poble en temps passats.

## Morfologia
És un colom de grandària mitjana, de caràcter normal, utilitzat com a colom de vol i cultivat també per la seva delicadesa i bona distribució dels colors. És de posat més aviat horitzontal, amb el cos ovalat i el plomatge abundant i un poc flonjo.
El seu pes va de 320 a 340 grams. Pel que fa a les mides, la longitud total és de 30 cm (de la punta del bec a l'extrem de la coa), la longitud de l'ala és de 22-24 cm, i l'envergadura de les ales és aproximadament de 70 cm.
Té el cap proporcionat, tirant a petit. La part superior del cap ha de ser lleugerament convexa i enllaçada amb la part posterior mitjançant una suau corba. El bec és de grandària mitjana, recte i no molt gruixat. Pot ser fosc, clar o amb una mandíbula de cada color, tot depenent de la coloració del plomatge. L'iris de l'ull és de color blanc perla, a vegades amb un to oliós fosc. En els que predomina el plomatge blanc, l'iris pot ser negre. El rivet de l'ull és fi i de color blanquinós. Les carúncules nasals són petites, fines i llises. El coll és relativament curt, ample i lleugerament corbat. L'esquena és ampla, i el pit no és molt pronunciat, amb l'estèrnum curt. Les ales estan col·locades horitzontalment davall de la coa, però sense arrossegar-les.
La coa és un poc llarga (14-15 cm), amb un nombre de plomes que generalment és de 14-16, sensiblement més elevada que l'horitzontal. No és ni molt ampla, ni molt estreta, i més aviat plana.
Les cames són relativament curtes i de color vermell.
El plomatge pot presentar diferents coloracions: blanc uniforme, blanc amb la coa cendrosa fosca, blanc amb taca de color vermell al front ("estel"), blanc irregularment mesclat amb taques de vermell clar, etc., això sí, sempre amb la coa cendrosa. El disseny més apreciat és el que presenta un esquitxat fi de color vermell.
L'Entesa Europea d'Avicultura i Cunicultura, a la reunió d'Amneville a França, els dies 11-14 de maig de 1994, aprova el prototipus oficial. És el següent:
- Aspecte general: colom de mida mitjana, utilitzat com a colom de vol i criat, també, per la seva figura i bona distribució dels colors. De posat més aviat horitzontal. Cos ovalat i amb el coll lleugerament arquejat, plomatge un poc flonjo.
- Pes: 320-340 g.
- Longitud total: 30 cm.
- Longitud de l'ala: 22-24 cm.
- Longitud de la coa: 14-15 cm.
- Envergadura de les ales: aprox. 70 cm.
- Cap: la part superior serà lleugerament convexa i enllaça amb la part posterior amb una suau corba.
- Bec: de grandària mitjana, recte i no molt gruixat. Pot ser fosc, clar o una mandíbula de cada color, tot depenent del color del plomatge.
- Nas: petit, fi i llis.
- Pipelles: fi i de color blanquinós.
- Ulls: d'iris color blanc-perla, a vegades amb un to groc-oliós. Als que predomini el plomatge blanc seran color de vessa o negres.
- Coll: relativament curt, ample i lleugerament arquejat.
- Esquena: ampla.
- Pit: no molt pronunciat i d'estèrnum curt.
- Ales: portades horitzontalment davall la coa, però no arriba a arrossegar-les.
- Coa: una mica llarga, amb un nombre de plomes de 14 a 16. Sensiblement més elevada que l'horitzontal. Ni molt ampla, ni molt estreta, i més bé plana.
- Cames: més aviat curtes i de color vermell.
- Plomatge i colors: es distingeixen els següents colors i patrons:

Blanc uniforme.
Blanc amb la coa cendrosa fosca.
Blanc amb una taca de color vermell al front (estel).
Blanc mesclat irregularment amb vermell clar.
- Defectes generals:

Coa xapada o bifurcada.
Plomes blanques a la coa entre les de color.
Cames llargues.
Ales arrossegades.